# Workshop đào tạo
Workshop đào tạo là một hình thức đào tạo mang tính tương tác, ở đó những người tham gia tự tiến hành một số các hoạt động đào tạo hơn là thụ động nghe giảng hoặc nghe thuyết trình. Mở rộng ra, có hai dạng workshop đó là: workshop chung được đưa vào dành cho một đối tượng khán thính giả hỗn hợp, và workshop khép kín (hay workshop đóng) được điều chỉnh hướng đến việc đáp ứng các nhu cầu đào tạo của một nhóm chuyên biệt.